# 瓦良格号巡洋舰

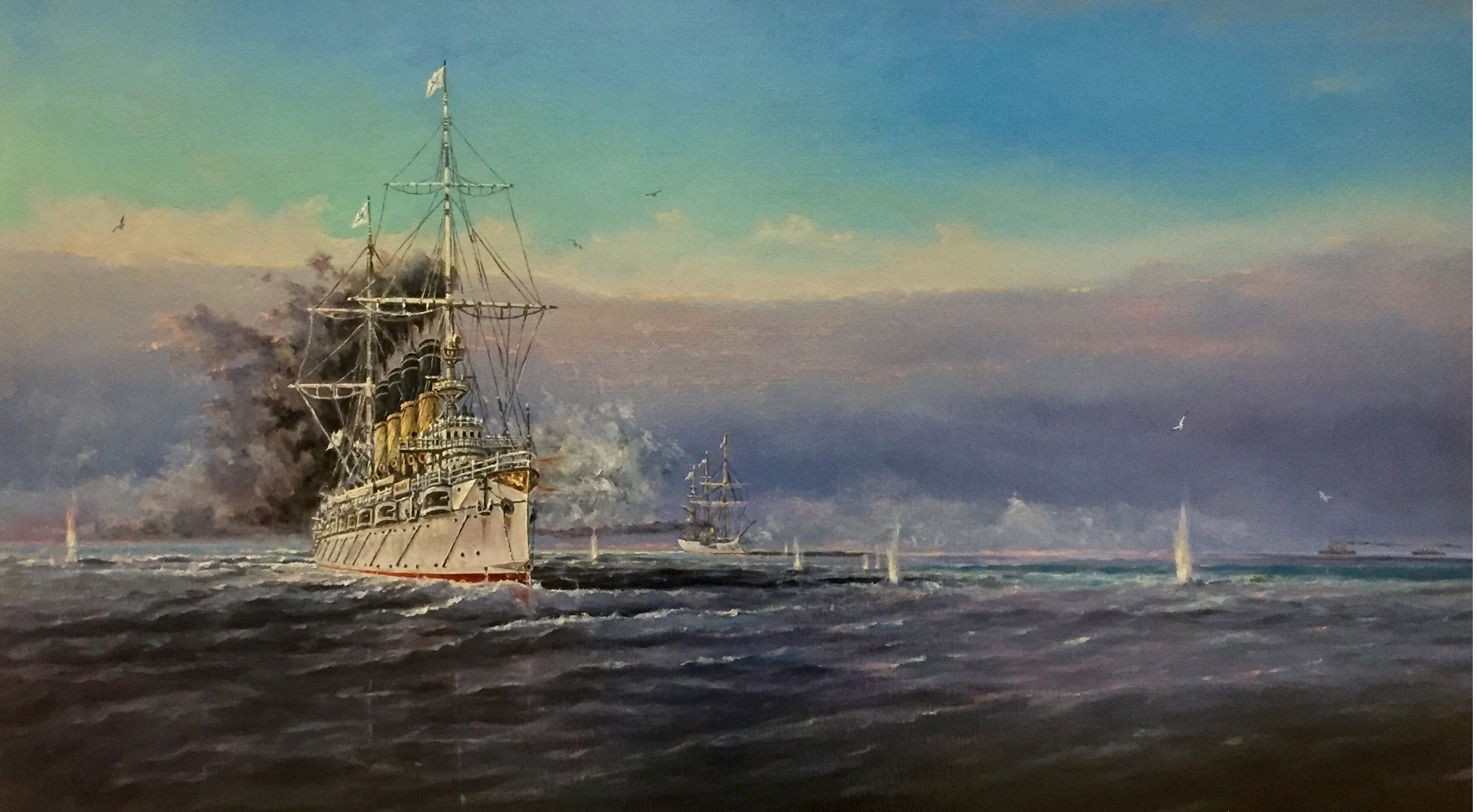
Vladimir Kosov. Fight at Chemulpo. The last parade of the cruiser Varyag

瓦良格号防護巡洋舰，是曾在俄罗斯帝国和大日本帝国服役过的一艘防護巡洋舰。

## 舰历
1898年10月，于费城克朗普船厂开工。1899年10月31日下水。1901年1月2日服役。1904年2月9日，在仁川海战中自沉。1905年8月8日，打捞。1905年8月22日，作为二等巡洋舰“宗谷”编入日本海军。1916年4月4日，从日本海军退役。
1916年5月4日，俄罗斯海军正式接收。1917年12月8日，因俄国爆发十月革命，被英国皇家海军扣留。1923-1925年，由一家德国船厂拆解。

## 纪念

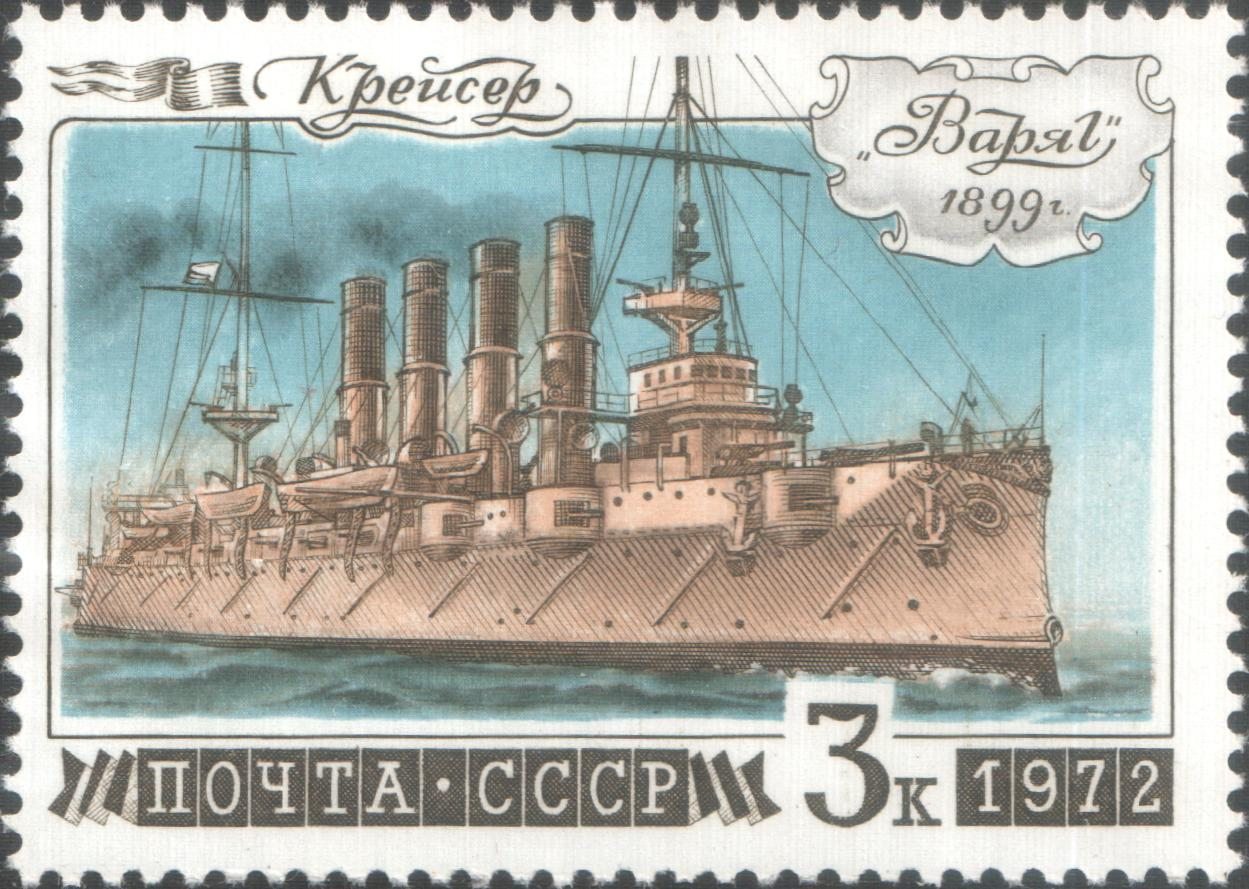
1972年苏联政府发行的纪念邮票

1972年，苏联政府為瓦良格号巡洋舰发行纪念邮票。其後建造的“瓦良格”号导弹巡洋舰（1983年下水）和“瓦良格”号航空母舰（1988年下水）继承了该舰舰名。2007年9月8日，在沉没地苏格兰Lendalfoot(55°11′03″N 04°56′30″WCoordinates: 55°11′03″N 04°56′30″W)，设立纪念碑，俄罗斯政府官员出席。

## 相关條目
- 俄罗斯海军